# Stelligera columnata
Stelligera columnata är en svampdjursart som först beskrevs av Claude Lévi 1959.  Stelligera columnata ingår i släktet Stelligera och familjen Hemiasterellidae.
Artens utbredningsområde är São Tomé. Inga underarter finns listade i Catalogue of Life.